# Seznam mest v Združenem kraljestvu
Seznam mest v Združenem kraljestvu.

## Glavna mesta
- London - Anglija
- Edinburgh - Škotska
- Cardiff - Wales
- Belfast - Severna Irska

## Druga večja mesta
- Liverpool
- Glasgow
- Manchester
- Birmingham